# 이반 1세
이반 1세 다닐로비치 칼리타(러시아어: Иван I Данилович Калита, 1288년 2월 29일 ~ 1340년 3월 31일)는 모스크바 대공국의 대공이다. 류리크 왕조 출신이다.

## 치세
다닐 알렉산드로비치 공작의 아들로 태어났다. 그는 1325년에 모스크바 공작으로 즉위하였고, 3년 후인 1328년에는 블라디미르의 대공을 겸하면서 모스크바 공작에서 모스크바 대공으로 승격하였으며 보위 치세에 있던 중 1338년부터 1340년에 붕어할 때까지 아들 시메온 이바노비치에게 대리청정을 부여하였다.

## 치적
그는 루스 공국들 중에서도 약소국이었던 모스크바 대공국을 부강하게 만들어, 러시아 차르국으로 성장할 수 있는 기틀을 마련한 군주로 평가받고 있다.

## 재위 시절
그의 형 유리 3세가 사망하자, 이반 1세는 모스크바 공작의 직위를 승계하였다. 이반 1세는 황금 군단의 칸으로부터 승인을 받아야 즉위할 수 있는 블라디미르의 대공 직위를 얻기 위하여 치열한 경쟁에 뛰어들었다. 마침내 숱한 경쟁자들을 제거한 이반 1세는 1328년에 칸으로부터 승인을 얻어, 모든 루스 영토에서 세금을 징수할 수 있는 블라디미르 대공으로 즉위하였다.
러시아의 역사학자 클루체프스키에 따르면, 이반 1세 치세시의 모스크바 대공국의 발전은 다음과 같은 3가지 요인들에 의해 가능하였다.
- 첫째, 모스크바 대공국이 루스 공국들 중에서도 한 가운데에 위치하였으므로, 동쪽과 서쪽의 외적의 침입으로부터 안전하였다.
- 둘째, 지속적인 외적의 침입에 시달리던 모스크바 주변의 다른 루스 소국들의 권력투쟁 패배자, 역적과 그 부하 그리고 패잔병, 죄수, 성직자 등과 그들 가족의 일부가 모스크바로 이주함에 따라, 노동력을 확보하고 많은 세금을 징수할 수 있었다.
- 셋째, 나보그라드에서 볼가강까지 이어지는 무역로를 장악하고 있었다.

그는 모스크바 대공국 안에 있는 모든 외적들을 제거하여 상인들의 교통 안전을 보장하였다. 몽골의 군사들이 사라짐에 따라 모스크바 대공국에는 평화와 질서가 찾아왔다.
이반 1세 치세시에 모스크바 대공국은 아주 부유해졌는데, 그는 이 돈으로 주변 대공국들에게 대출해주기도 하였다. 이반 1세로부터 돈을 빌린 공국들은 점점 더 빚더미에 앉게 되었는데, 이를 계기로 이반 1세는 공국들을 하나씩 합병해 나갔다. 그는 모스크바 주변의 영지들을 사들였는데, 가난한 주인들이 스스로 땅을 파는 경우가 허다했다. 이리하여 루스의 수많은 공국들은 차례로 모스크바 대공국에 흡수되어갔다.
마침 이반 1세의 아들 시메온 이바노비치가 블라디미르 대공직을 세습하는 것에 대하여 칸의 승인이 거의 확실시되자, 그 이후부터 루스의 중요한 직위는 항상 모스크바 대공국의 몫이 되었다. 절대적인 권위를 자랑하던 뿐만 아니라, 동방 정교회의 수장은 아예 블라디미르에서 모스크바로 옮겨갔다. 이반 1세는 성당도 많이 축조하였는데, 1333년에 완공된 대천사 미가엘 성당은 훗날 그와 그의 후손들에게 묘지가 되었다.
모스크바 대공국을 부강한 나라로 이끈 이반 1세는 1339년 2월 1일을 기하여 아들 시메온 대공자에게 대리청정을 부여한 후 이듬해 1340년 3월 31일을 기하여 향년 52세의 나이로 사망하였다. 그의 아들 시메온은 모스크바 대공과 블라디미르 대공직을 동시에 계승하였다.